# Индатту-темпти
Индатту-темпти — царь древнего Элама из династии Симашки, правивший приблизительно в 1875 — 1850 годах до н. э. За исключением его имени известного из эламского царского списка более о нём сказать нечего.
| Династия Симашки              |                                           |                  |
| Предшественник: Индатту-напир | царь Элама 1-я половина XIX века до н. э. | Преемник: Эпарти |